# Badminton-Europapokal 1986
Die 9. Auflage des Badminton-Europapokals fand 1986 im niederländischen Haarlem statt. Dabei kam es zu einer erneuten Finalauflage des Vorjahres. Auch diesmal setzte sich der dänische Vertreter Gentofte BK mit 6:1 gegen den schwedischen Verein BMK Aura durch. In den Halbfinals wurde der isländische Verein TB Reykjavík von BMK Aura Malmö und der gastgebende niederländische Verein BC Duinwijck von Gentofte BK bezwungen. Für Gentofte BK war es der siebente und bisher letzte Gewinn des Badminton-Europapokals.

## Die Ergebnisse
| Gruppe A              |     |                       |
| TV Mainz-Zahlbach     | 6–1 | BC Moosseedorf        |
| Penarth BC            | 4–3 | County BC             |
| TV Mainz-Zahlbach     | 5–2 | County BC             |
| Penarth BC            | 7–0 | BC Moosseedorf        |
| BC Moosseedorf        | ?   | County BC             |
| TV Mainz-Zahlbach     | 4–3 | Penarth BC            |
| Gruppe B              |     |                       |
| Helsinki Tapion Sulka | 5–2 | BC Olve               |
| BC Portugal           | 4–3 | Racing Club de France |
| Helsinki Tapion Sulka | 6–1 | Racing Club de France |
| BC Portugal           | 2–5 | BC Olve               |
| Helsinki Tapion Sulka | 7–0 | BC Portugal           |
| Racing Club de France | 0–7 | BC Olve               |
| Gruppe C              |     |                       |
| Markland Hill BC      | 4–3 | CYM Dublin            |
| Fjellhamar BK         | 5–2 | ASKÖ Landskron        |
| Markland Hill BC      | 6–1 | Fjellhamar BK         |
| ASKÖ Landskron        | 4–3 | CYM Dublin            |
| Markland Hill BC      | 4–3 | ASKÖ Landskron        |
| CYM Dublin            | 4–3 | Fjellhamar BK         |
| Viertelfinale         |     |                       |
| BC Duinwijck          | 4–3 | TV Mainz-Zahlbach     |
| TB Reykjavík          | 5–2 | Helsinki Tapion Sulka |
| BMK Aura              | 7–0 | Markland Hill BC      |
| Halbfinale            |     |                       |
| Gentofte BK           | 6–1 | BC Duinwijck          |
| BMK Aura              | 6–1 | TB Reykjavík          |
| Finale                |     |                       |
| Gentofte BK           | 6–1 | BMK Aura              |